# Gyertyános (Hunyad megye)
Gyertyános románul: Cărpiniș, település Romániában, Erdélyben, Hunyad megyében.

## Fekvése
Szászvárostól nyugatra, Dévától keletre, Arany, Kisrápolt és Vormága közt fekvő település.

## Története
Gyertyános nevét 1505-ben említette először oklevél p. Gyorthyanos néven.
1733-ban Kerpenyes, 1750-ben Kerpényes, 1760–1762 között
Gyertyános, 1808-ban Gyertyános, Kerpenis ~ Korpenis, 1861-ben Kerpenyis, 1913-ban Gyertyános néven írták.
1508-ban p. Gyerthyanos néven volt említve, mint a Rápolti, Macskási,
M. Tárnok, Bélai és más köznemes családok birtoka.
A trianoni békeszerződés előtt Hunyad vármegye Algyógyi járásához tartozott.
910-ben 298 lakosából 4 magyar, 286 román volt. Ebből 15 római katolikus, 282 görögkeleti ortodox volt.

## Források

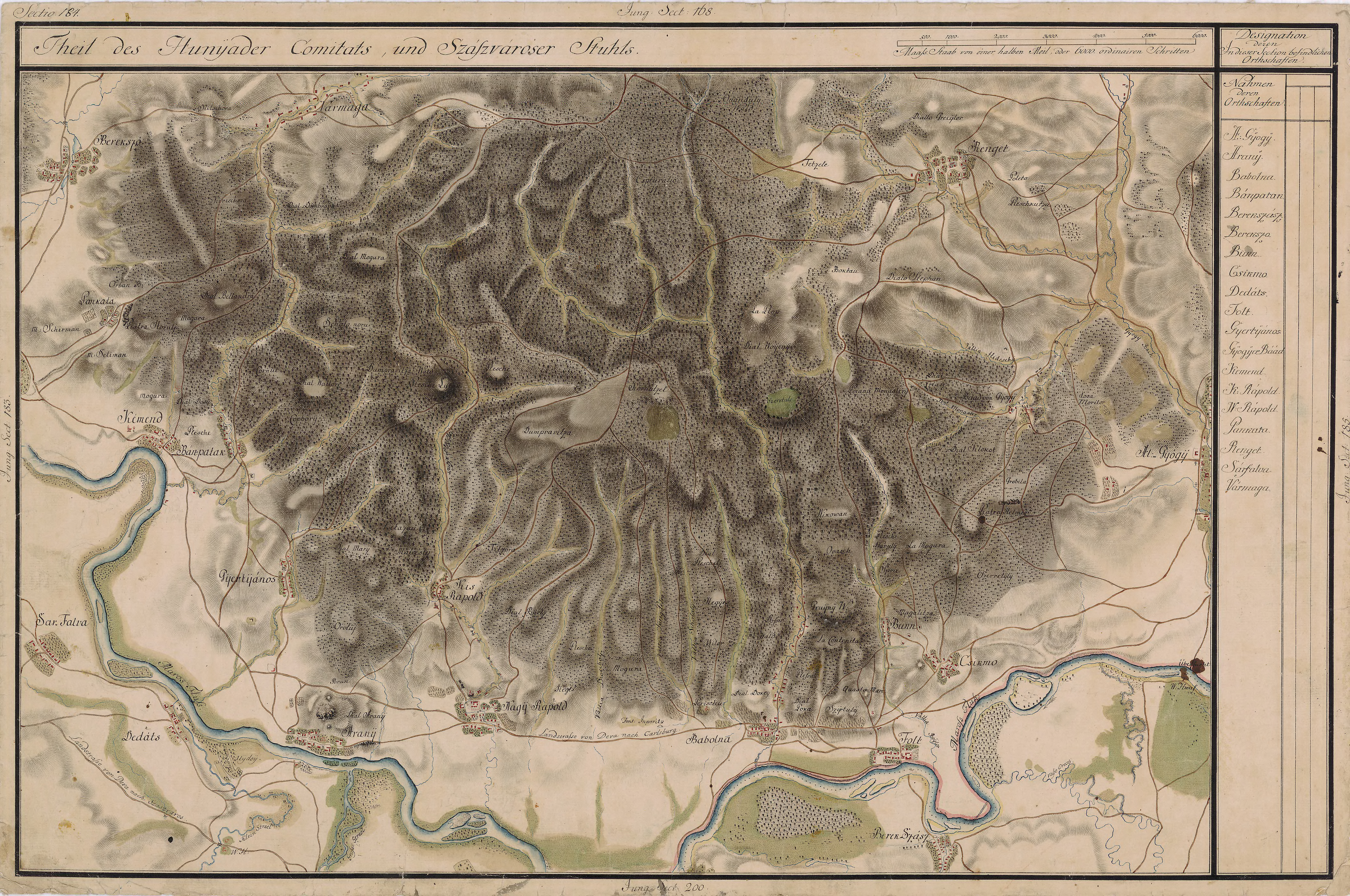
Gyertyános egy régi térképen